# نور الدين بوطيب
نور الدين بوطيب مهندس ووزير مغربي. كان يعمل في منصب الوزير المنتدب لدى وزير الداخلية منذ عام 2010 حتى عام 2021.

## سيرته
بوطيب هو مهندس خريج المدرسة المركزية بباريس عام 1979، وهو حاصل على دبلوم الدراسات المعمقة في ميكانيك التربة عام 1981، وعلى دبلوم الهندسة من المدرسة الوطنية للقناطر والطرق عام 1981. بدأ بوطيب مساره المهني سنة 1982 حيث شغل منصب مدير عام مساعد لمجموعة أنجيما، وفي سنة 2003 عينه الملك محمد السادس مديرا للشؤون القروية بوزارة الداخلية.
في مارس 2006 عين واليًا مديرًا عامًا للجماعات المحلية، قبل أن يصبح واليًا كاتبًا عامًا لوزارة الداخلية في مارس 2010، ثم وزيرًا منتدبًا لدى وزير الداخلية. بعد انتهاء عمله وزيرًا منتدبًا عُين مدير المؤسسة المغربية للنهوض بالتعليم الأولي.